# Ivan Krastev
Ivan Jotov Krastev (Иван Йотов Кръстев, * 1. ledna 1965 Lukovit) je bulharský politolog a politický poradce. Řídí ústav Centre for Liberal Strategies v Sofii a je stálým členem ústavu Institut für die Wissenschaften vom Menschen (IWM) ve Vídni. Spoluzaložil think-tank European Council on Foreign Relations a pracoval také v think-tancích Center for European Policy Analysis a Friends of Europe. Od roku 2015 píše pravidelné analýzy pro mezinárodní vydání novin The New York Times. Známá je jeho práce Soumrak Evropy (After Europe) z roku 2017, v níž analyzuje rozkladné tendence současné Evropské unie po referendu o brexitu.

## Dílo
- After Europe, Penn University Press, 2017
- Democracy Disrupted, Penn University Press, 2014
- In Mistrust We Trust: Can Democracy Survive When We Don't Trust Our Leaders?, TED books, 3 January 2013
- Europe's Democracy Paradox, The American Interest, March/April 2012.
- The Anti-American Century, Alan McPherson and Ivan Krastev (eds.), CEU Press, 2007.
- Shifting Obsessions: Three Essays on the Politics of Anticorruption, CEU Press, 2004.